# Sammelgut
Als Sammelgut bezeichnet man im Logistik- und Speditionsgewerbe Stückgüter, welche zu einer Sammelladung zusammengefasst transportiert werden. Diese werden zunächst bei verschiedenen Versendern abgeholt, im Lager des Versandspediteurs „gesammelt“ und für den Hauptlauf konsolidiert und schließlich am Umschlagslager des Empfangsspediteurs wieder getrennt, von einem Transportplaner anhand von Richtung, Dringlichkeit, Gewicht und Volumen zu Ausliefertouren zusammengestellt und dann in Form von Stückgut an die jeweiligen Empfänger ausgeliefert.
Bei vergleichsweise geringem Volumen, welches keine wirtschaftliche Auslastung von Direktverkehren zwischen Versand- und Empfangsspediteur erlaubt, wird das Sammelgut häufig über Hub-and-Spoke-Netzwerke verteilt, was die Auslastung der Fahrzeuge und die Frequenz der Auslieferungen erhöht.

## Vertragsbeziehungen
Zwischen den Speditionen, die an der Abwicklung beteiligt sind, besteht ein Speditionsvertrag. Ferner werden über Sammelgutabkommen die genauen Vertragsbeziehungen geregelt (Zustellzeiten, Ankunftszeiten etc.).